# Christliche Medien im Nahen Osten
Verschiedene christliche Medien sorgen für die mediale Versorgung der Christen über religiöse Themen im Nahen Osten. Diese findet hauptsächlich über private Fernseh- und Rundfunkanstalten statt, die Auflagen der Printmedien sind weitgehend rückläufig. Die Pressefreiheit in den Ländern des Nahen Ostens ist am weitesten im Libanon realisiert. Die Rücksichtnahme auf politische und religiöse Verhältnisse führt dazu, dass auf Programme, die Kritik an Politik und an der Mehrheitsreligion enthalten, bewusst verzichtet wird. Diese Medien wollen die christliche Identität und die christlich-orientalen Kultur unter den Zuschauern bzw. Gläubigen stärken.

## Fernseh- und Rundfunkstationen
Im Nahen Osten gibt es mehrere Fernseh- und Rundfunksender in entweder kirchlicher oder kirchennahen Trägerschaft, die meist in Landessprache ausgestrahlt werden. In der Regel finanzieren sich die Medieninstitutionen durch Spenden; siehe auch Fernsehprediger.

### Im Libanon ansässige Medien
Die ältesten Fernsehsender in kirchlicher Trägerschaft sind im Libanon (hier Maronitische Körperschaften als Träger) zu finden, wobei das internationale Programm speziell auf Christen zugeschnitten ist, die als Minderheiten in den islamischen Ländern (Nachbar- und Golfstaaten, Nordafrika) leben. Die Programmsprache ist hauptsächlich Arabisch.
- Télé Lumière für den Libanon, seit den 80er Jahren
- Télé Lumière International für den Nahen Osten und Nordafrika außer dem Libanon via Satelliten

Populär sind neben den Gottesdienstübertragungen die Kirchenmusikprogramme und die Theologischen Diskurse auf TeleLumiere. So gibt es auch regelmäßig einen interreligiösen Dialog zwischen christlichen Theologen und islamischen Geistlichen.
- der Lebanese Broadcasting Corporation ist der erste private Fernsehsender im Libanon, gegründet im Jahre 1985 und steht der maronitisch geprägten Force Libanaise nahe.

- MTV (Murr-TV) war ein Sender des rum-orthodoxen Unternehmers M. Murr, dessen Betrieb im Jahre 2002 aus politischen Gründen eingestellt wurde. Auch wenn der Sender kein rein religiöses Anliegen hatte, so wurden dennoch christlich-orthodoxe Themen aufgegriffen.

Als Radiosender gibt es:
- Sawt Al-Mahaba Radio Voice of Charity (seit 1984, erster christlicher Radiosender im Nahen Osten: Träger ist der Maronitischer Missionsorden Kongregation der libanesisch-maronitischen Missionare, Jounieh). Dieser Radiosender strahlt Sendungen in französischer (3h), englischer (1h) und arabischer Sprache (20h pro Tag) aus, wobei auch Teile von Produktionen des Radio Vatikans benutzt werden.

### Medien aus Ägypten
- Koptischer TV-Sender C-TV Seit November 2007 sendet der koptisch-orthodoxe Satelliten Sender C-TV Coptic Channel. Der Sender wird finanziert von dem ägyptischen Apotheker und Geschäftsmann Tharwat Bassili. Der Sender läuft 24 Stunden und sendet in arabischer Sprache. C-TV überträgt Gottesdienste, Ansprachen des Patriarchen, christliche Filme und Musik und stellt Kirchen und Klöster in Ägypten vor. Außerdem werden christliche Theologische Programme und Predigten übertragen. Der Sender wird übertragen auf Hot Bird 13° Ost des Satellitenbetreibers Eutelsat. Gesendet wird auf der Frequenz 11.054 H (SR 27500, FEC 3/4) im T-Systems Paket.

- Koptischer Sender Agaphy TV, der Sender wurde im Jahr 2005 von der koptischen Kirche gegründet. Es werden Gottesdienste, christliche Musik und Filme übertragen. Der Sender ist über Telstar zu empfangen sowie via Internet. Die Sprache ist arabisch. Der Sender wird geleitet von dem Koptischen Bischof Anba Botros und hat seinen Sitz in Ägypten, Kairo.

### Medien aus anderen Ländern
Fernsehsender mit christlichem Programm anderer Länder sind:
- SAT-7 für Nordafrika und Naher Osten in arabischer Sprache (protestantische Träger aus Skandinavien und Nordamerika)
- ICB Iranian Christian Broadcasting, seit September 2002 in Persisch für Iran und Afghanistan und Nachbarländer
- TURK-7 (seit 2006) für die Türkei und Nachbarstaaten, in Türkischer Sprache

Der Hauptsitz von SAT-7, welches 1995 gegründet und seit 1996 auf Sendung ist, befindet sich auf Zypern, die Redaktion in Ägypten und Produktionsstätten im Libanon. Es werden keine politische Programme ausgestrahlt, und man setzt sich mit anderen Religionsgruppen nicht kritisch auseinander. SAT-7 strahlt insbesondere Informations- und Bildungsprogramme zum Beispiel für Analphabeten und Kleinunternehmer aus. Die Fernsehanstalten TURK-7 und ICB kooperieren mit SAT-7.
Als Rundfunkstationen gibt es
- Trans World Radio im Besitz eines protestantischen Trägers, strahlt Programme auch in arabischer Sprache aus.
- Al Bishara, aus dem gleichnamigen griechisch-orthodoxen Konvent in Aleppo, Syrien, Der Radiosender hat ein ausschließlich religiöses 24 Stunden Programm, mit Musik, Liturgie, Bibelstudien

## Printmedien
Libanon
- L’Orient-Le Jour ist eine französischsprachige Tageszeitung im Libanon. Sie wird meist von Christen gelesen.
- An-Nahar ist eine libanesische Tageszeitung, dessen Gründer die Familie Tueni, der rum-orthodoxen Kirche angehört. Über Ereignisse in dieser Kirche, Reden und Reisen der Kirchenführer wird trotz der säkularen und arabisch-nationalen Ausrichtung der Zeitung ausgiebig berichtet. Ferner verlegt der der Tageszeitung angegliederten Verlag auch Bücher über Kirchenthemen (Geschichte des Klosters Balamand).

Ägypten
Die ägyptische Wochenzeitung Watani (auf Deutsch: Mein Heimatland) wurde im Jahre 1958 von dem Kopten Antoun Sidhoum (1915–1995) gegründet. Sidhoum engagiert sich für eine demokratische Zivilgesellschaft in Ägypten, in der alle Ägypter, unabhängig von ihrer Religionszugehörigkeit, volle Bürgerrechte erhalten. Heute setzt sich Watani noch stets für die Ziele des Gründers ein und thematisiert die zunehmende Marginalisierung der Kopten, ihrer Kultur und ihrer Rolle innerhalb der Ägyptischen Gesellschaft. Neben allgemeinen politischen Themen hat Watani einen speziellen Fokus auf Koptische Themen, ihr Erbe und ihre Beiträge zur ägyptischen Gesellschaft. Über die mangelhafte Religionsfreiheit sowie die Christenverfolgung in Ägypten berichtet regelmäßig das Hilfswerk Open Doors.
Armenische Zeitung in der Türkei
- Agos ist der Name einer armenischen Wochenzeitung in der Türkei, welche zweisprachig armenisch und türkisch verlegt wird. Agos hat eine kleine Auflage (ca. 5000), ist aber bedeutend, da politisch heikle Themen offen diskutiert werden und über Schikanen seitens der türkischen Behörden gegenüber der christlichen Minderheit in der Türkei berichtet wird. Herausgeber ist der Journalist Hrant Dink. Er wurde in Istanbul am 19. Januar 2007 ermordet.

## Christliche Journalisten
Es gibt ein breites Spektrum christlicher Journalisten im Orient. Sie nehmen prowestliche oder proarabische bzw. politisch linke oder rechte bzw. prochristliche oder pro-islamistische Positionen ein.
Einige libanesische Journalisten waren sehr kritisch gegenüber der syrischen Besetzung des Landes. Die bekanntesten unter ihnen sind bei Attentaten umgekommen (Samir Kassir, Gebran Tueni, May Chidiac) oder wurden bei einem Attentat schwer verletzt.
Einige christliche Journalisten, die sich ebenso wie die antisyrischen Journalisten als unabhängige Meinungsführer oder Intellektuelle verstehen, sind nicht unbedingt einem Lager zuzuordnen zum Beispiel prowestlich oder prochristlich. So stand Elias Khoury während des Libanesischen Bürgerkrieges auf der linken und palästinensischen Seite, welches er später als Fehler betrachtete bzw. relativierte. Er hat auch während des Libanonkrieges 2006 eine pro-Hizbollah-Position eingenommen. Von anderen christlichen Journalisten im Orient wird ebenfalls berichtet, dass sie eher die Hizbollah-Argumentation verteidigen, während zum Beispiel schiitische Journalisten Abbas Beydoun und Mona Fayat sich sehr Hizbollah-kritisch geäußert haben. In einem Artikel der NZZ vom 14. August 2006 wird berichtet, dass führende christliche Journalisten auch für eine neu zu gründende Zeitung, die der Hizbollah nahestehen soll, angeworben werden sollten. Die Motivation der gegensätzlichen Positionen ist nur schwer zu erklären. Es ist unklar, wie viel Überzeugung, Opportunismus, Schutzbedürfnis, Mainstream oder strategische Allianzen hinter den einzelnen Positionen stecken.
Von einem in Deutschland ansässigen irakischstämmigen Journalisten wurden die Positionen von Abbas Beydoun und anderen nachträglich relativiert, da er bzw. sie offensichtlich in arabischen Zeitungen eine andere Position (pro-Hizbollah) vertritt als im Westen (anti-Hizbollah).
Ein weiterer bedeutender Journalist war der libanesische Maronit Joseph Samaha (1948–2007). Er war Kolumnist bzw. Chefredakteur der libanesischen Zeitschrift As-Safir und zuletzt tätig als Chefredakteur für die libanesische Zeitung Al-Akhbar, die der libanesischen Opposition um Michel Aoun nahesteht. In den 80er Jahren arbeitete er für die Wochenzeitung Al-Youm Al-Sabeh, Paris und später für Al-Hayat, London. Er war bekannt für seine politischen Analysen. Er kritisierte die US-Nahostpolitik, setzte sich für den konfessionellen Ausgleich im Libanon ein sowie für die Zugehörigkeit des Libanons zur Arabischen Welt. Zuletzt kritisierte er beide politischen Fraktionen (Regierung und Opposition) in der libanesischen innenpolitischen Krise (2006/2007) und forderte beide Seiten auf, ihre Pläne zu überdenken.
Ein bekannter Anchorman im libanesischen Fernsehen ist Zaven Kouyoumdjian, er zählt zu den einflussreichsten Personen im Arabischen Raum. In seiner Sendung Siré Wenfatahit packt er einige heiße Eisen an.

## Weblogs
Die Anzahl der christlichen Weblogs nimmt auch im Nahen Osten zu. Geschätzt als unabhängige Medien, waren die ersten Weblog-Autoren Orientchristen, wohnhaft in Nordamerika und Europa. Weblogs sind Quellen für kritische Informationen. So ist Tony Badhran mit seinem Weblog (s.u) einer der profilierten Gegner des syrischen Einflusses im Libanon und repräsentiert damit die überwiegende Mehrheit der Christen im Libanon.